# NGC 1698
NGC 1698 ist die Bezeichnung eines offenen Sternhaufens im Sternbild Dorado. Das Objekt wurde am 23. Dezember 1834 von John Herschel entdeckt.